# Ермоленко, Карина Дмитриевна
Карина Дмитриевна Ермоленко (бел. Карына Дзмітрыеўна Ярмоленка; родилась 4 мая 2000) - белорусская групповая художественная гимнастка. Является бронзовым призером чемпионата мира 2021 года в командном и групповом многоборье,  чемпионкой Европейских игр 2019 года в групповом многоборье и в упражнении с предметами 3 обруча + 4 булавы. Завоевала командное серебро на чемпионате Европы 2021 года. Представляла Беларусь на летних Олимпийских играх 2020 года, где заняла пятое место в групповом многоборье. На юниорском уровне Ермоленко является  чемпионкой Европы 2015 с 5 мячами и серебряным призёром группового многоборья. Мастер спорта Республики Беларусь международного класса.

## Биография
Карина Ермоленко начала заниматься художественной гимнастикой в 2005 году.
На чемпионате по художественной гимнастике среди юниоров Карина Ермоленко в составе белорусской юниорской команды завоевала серебряную медаль в групповом многоборье, уступив лишь команде из России. Затем она выиграла золотую медаль в финале групповых упражнений(5 мячей).
Карина Ермоленко в составе белорусской команды выиграла золотую медаль в финале групповых упражнениях(5 мячей) на этапе Кубка мира в Софии. Она была выбрана представлять сборную Беларуси на Европейских играх 2019 вместе с Анной Гайдукевич, Анной Швайбой, Анастасией Рыбаковой и Ариной Цицилиной. Они завоевали золотую медаль в групповом многоборье опередив сборную Болгарии на 0.050 бала. Они также завоевали золотую медаль в упражнении (3 обруча + 4 булавы) и бронзовую медаль, уступив сборной России и Болгарии. После она выступала на чемпионате мира 2019 в Баку, где сборная Беларуси заняла 4-е место в групповом многоборье. Они также финишировали четвертыми в упражнении 3 обруча + 4 булавы и седьмыми в упражнении 5 мячей. На чемпионате мира в Баку в 2019 году она завоевала бронзовую медаль в групповом многоборье, уступив Болгарии и Италии.
Ермоленко участвовала в Кубке мира 2021 года в Ташкенте, где сборная Беларуси завоевала бронзовую медаль в групповом многоборье, уступив Узбекистану и Израилю. Они выиграли серебряные медали в упражнении 5 мячей, уступив Узбекистану, и в упражнении 3 обруча + 4 булавы, уступив Израилю. Они также выиграли бронзовые медали в финале с 3 обручами + 4 булавы и заняли 4-е место в упражнении 5 мячей. Затем она выступала на чемпионате Европы 2021 года и завоевала серебряную медаль в командном многоборье в групповых упражнениях и индивидуальных упражнениях Алины Горносько и Анастасии Салос. Команда сборной Беларуси заняла четвертое место в многоборье и в 5 мячам, а по 3 обруча + 4 булавы - восьмое.
Карина Ермоленко была выбрана представлять сборную Беларуси на летних Олимпийских играх 2020 года вместе с Молокановой Анастасией, Цицилиной Ариной, Рыбаковой Анастасией и Гайдукевич Анной. В квалификационном раунде команда финишировала восьмой и получила последнее место в финале. Затем в финале группового многоборья команда собралась с духом и заняла пятое место. После в составе той же команды выступила на чемпионате мира 2021 года в Китакюсю, Япония. Они выиграли бронзовую медаль в групповом многоборье, уступив Италии и России. Это был первый раз с 2014 года, когда Беларусь выиграла медаль в многоборье. В финале по предметам они заняли четвертое место с 5 мячами и восьмое с 3 обруча + 4 булавы. В командном первенстве завоевали бронзовую медаль, уступив России и Италии.
На Спортивных играх стран БРИКС в Казани 2024 среди сениорок чемпионками казанского форума стали Арина Цицилина, Карина Ермоленко, Дана Чаевская, Лолита Мацкевич и Полина Александрова. В упражнении с мячами и лентами белоруски набрали 33,500 балла, обойдя команды России и Казахстана. Также квинтет спортсменок завоевал серебряные награды в композиции с пятью обручами.